# Lista plezjozaurów
Alfabetyczna lista rodzajów plezjozaurów.

## A
- Abyssosaurus[1]
- Acostasaurus
- Afrozaur
- Albertonectes[2]
- Alexandronectes[3]
- Alexeyisaurus
- Alzadazaur
- Anarozaur
- Anguanax
- Anningasaura
- Apatomer

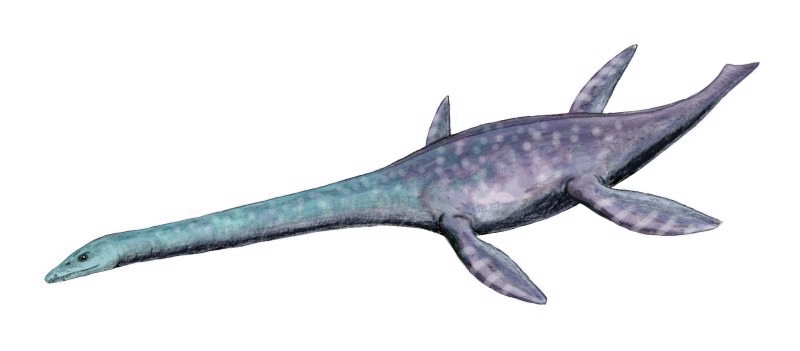
attenborozaur

- Apraktokleid – prawdopodobny synonim kryptoklida
- Aptychodon
- Archeonektr
- Aristonekt
- Arminisaurus
- Attenborozaur
- Atychodracon
- Augustazaur
- Avalonnectes

## B
- Batyspondyl
- Biszanopliozaur
- Bobozaur
- Borelonekt
- Brachauchenius

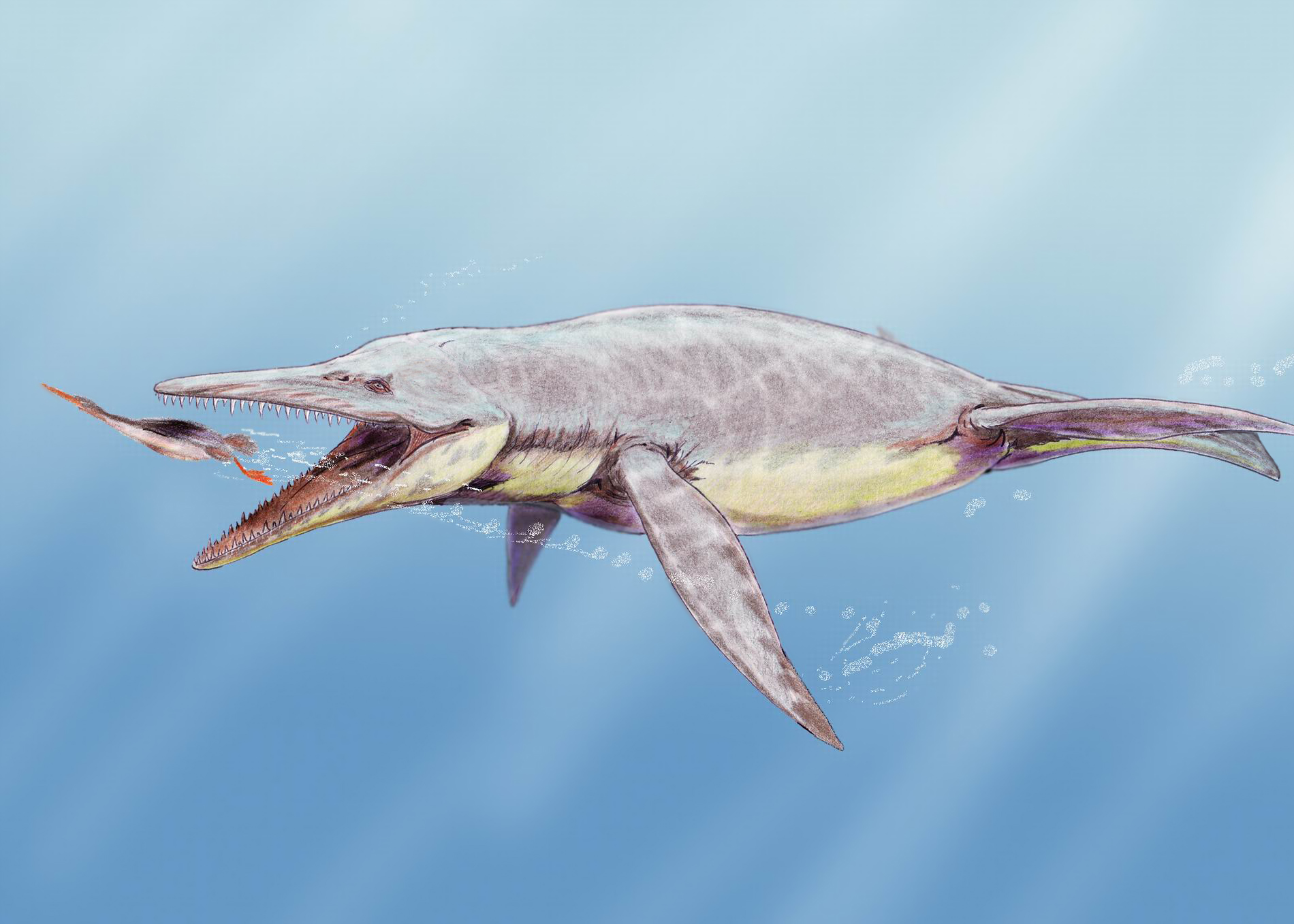
Brachauchenius polujący na hesperornisa

- Branakazaur – prawdopodobny lapsus calami brankazaura
- Brankazaur
- Brimozaur

## C
- Cardiocorax[4]
- Ceraunozaur – wcześniejszy synonim trynakromerum
- Charytozaur
- Chubutinectes[5]
- Cryonectes
- Czinchenia
- Cymoliazaur
- Cymatozaur

## D
- Daktylozaur
- Deirozaur
- Djupedalia
- Dolichorynchops
- Drawidozaur
- Dyskozaur

## E

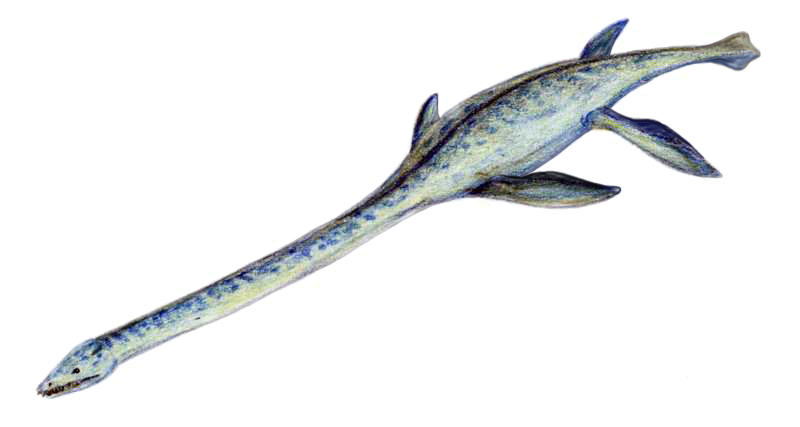
Elasmosaurus platyurus

- Eardasaurus[6]
- Edgarozaur
- Elasmozaur
- Eoplesiosaurus
- Eopolikotyl
- Eretmozaur
- Eridanozaur
- Eromangazaur
- Euryklid
- Euryzaur

## F
- Fluvionectes[7]
- Franconiasaurus[8]
- Fresnozaur
- Futabazaur – nomen nudum

## G
- Gallardosaurus
- Georgiazaur
- Goniozaur
- Gronausaurus

## H
- Hastanectes
- Hauffiozaur
- Heksatarsostinus
- Hydralmozaur
- Hydrorion – być może podrodzaj należący do rodzaju Microcleidus[9]
- Hydrotherozaur

## I
- Ischirodon

## J
- Jucha
- Juzopliozaur

## K

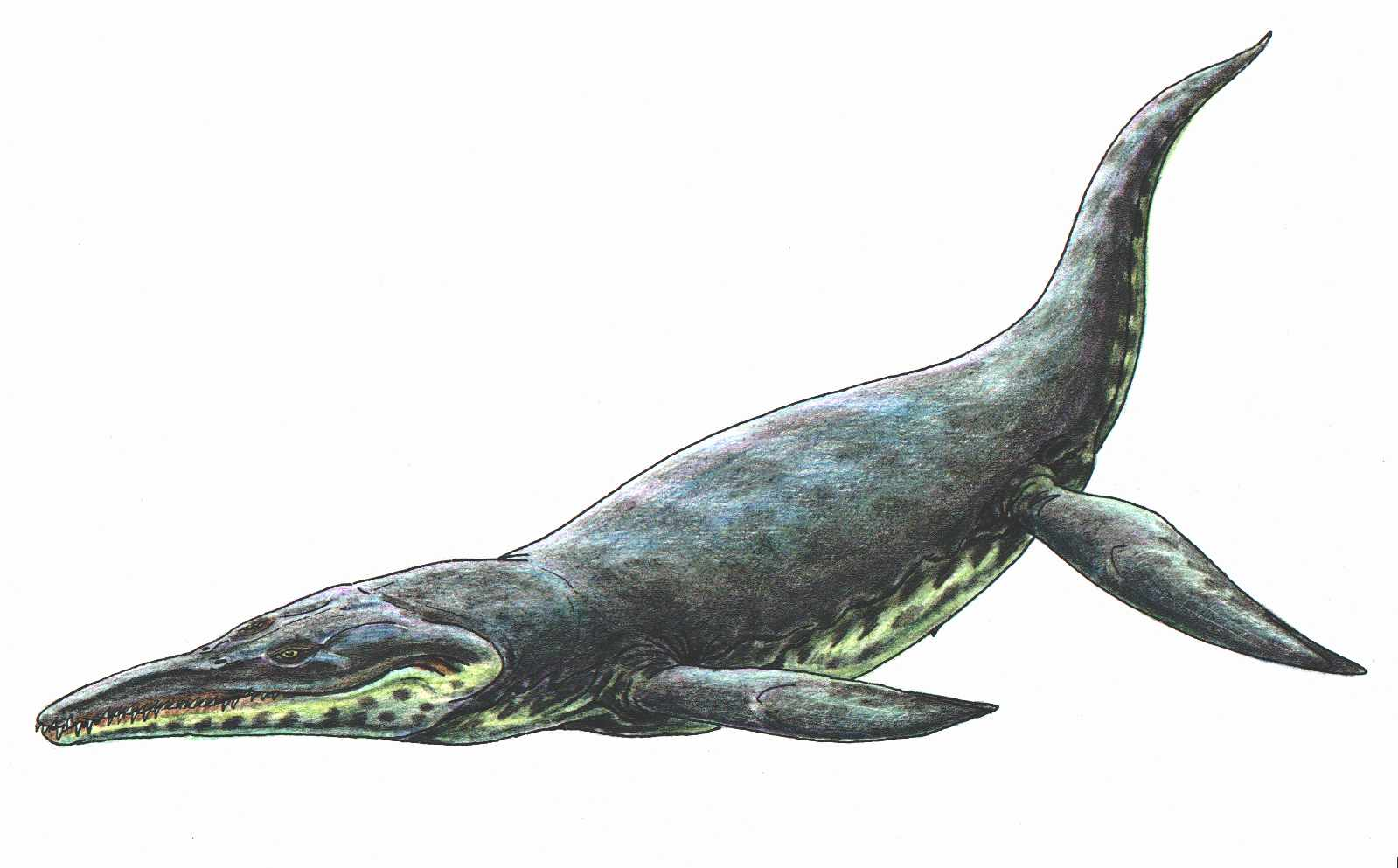
kronozaur

- Kaiwhekea[10]
- Kallawajazaur
- Kawanectes
- Kimmerozaur
- Kolimbozaur
- Kronozaur
- Krymocet
- Kryptoklid

## L

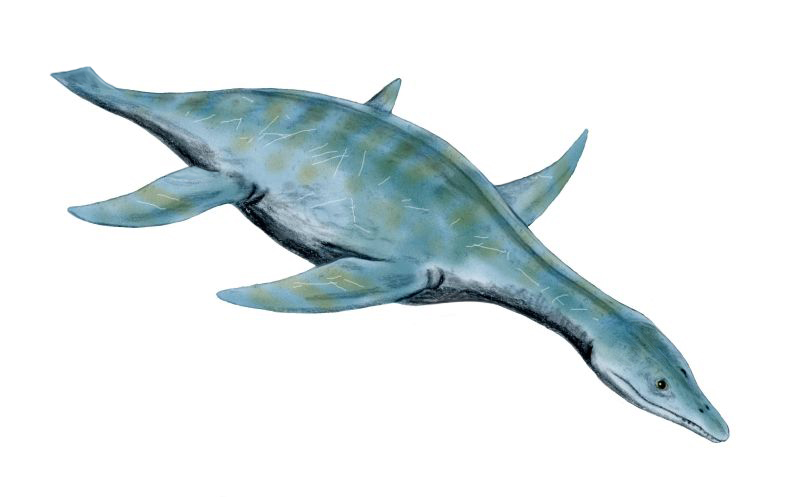
leptoklid

- Lagenanectes
- Leivanectes
- Leptoklid
- Leurospondyl
- Libonektes
- Lindwurmia
- Liopleurodon
- Lorrainosaurus[11]
- Luetkezaur
- Luskhan[12]
- Lusonectes

## M
- Makhaira
- Makroplata
- Manemerg
- Marambionectes[13]
- Marezaur
- Marmornectes
- Martinectes[14]
- Mauizaur
- Mauriciosaurus
- Megacephalosaurus
- Megalneuzaur
- Meyerasaurus
- Mikroklid
- Mikroplata
- Morenozaur

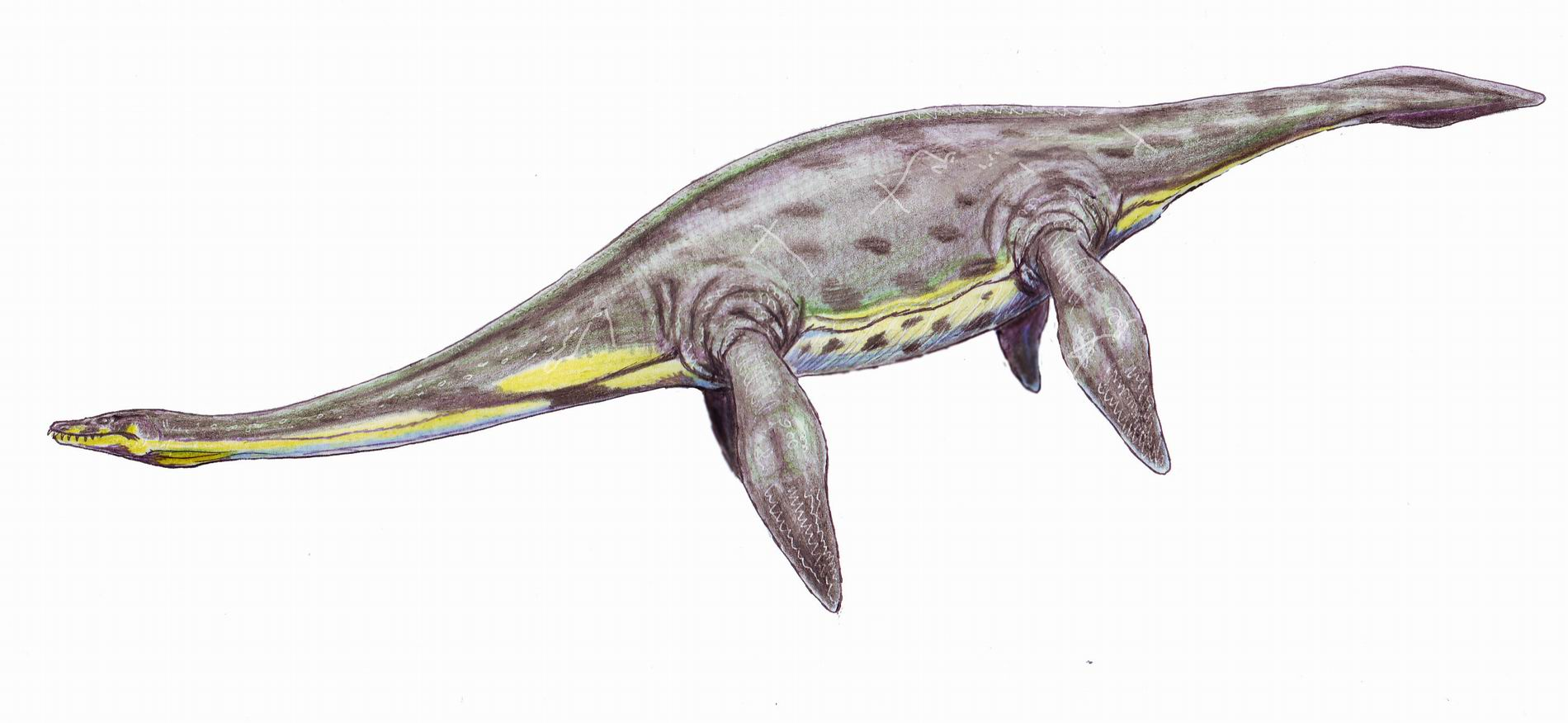
mikroklid

- Morturneria – rodzaj pierwotnie opisany pod nazwą Turneria; nazwę tę otrzymał jednak wcześniej rodzaj mrówkowatych, co wymusiło zmianę nazwy plezjozaura[15]
- Murenozaur

## N
- Nakonanectes

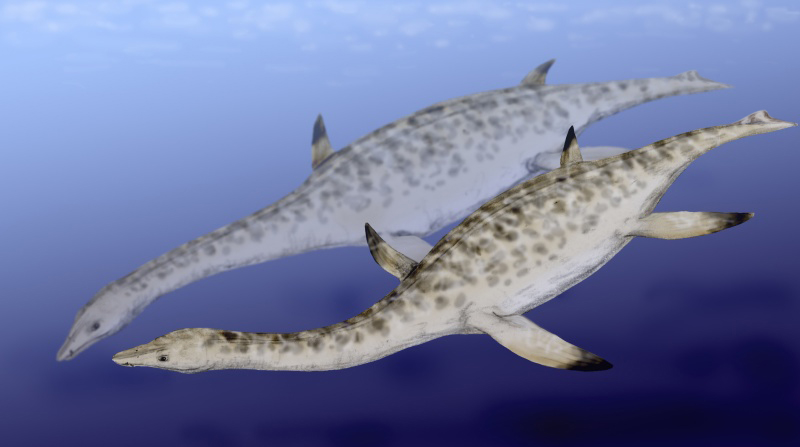
Nichollssaura

- Nichollssaura – początkowo opisany pod nazwą „Nichollsia”

## O
- Ogmodir
- Okkitanozaur – być może podrodzaj należący do rodzaju Microcleidus[9]
- Opallionektes
- Ophthalmothule
- Orofozaur

## P
- Pachykostazaur
- Pahasapazaur
- Palmulazaur
- Pantozaur
- Peloneustes
- Pentatarstostyn

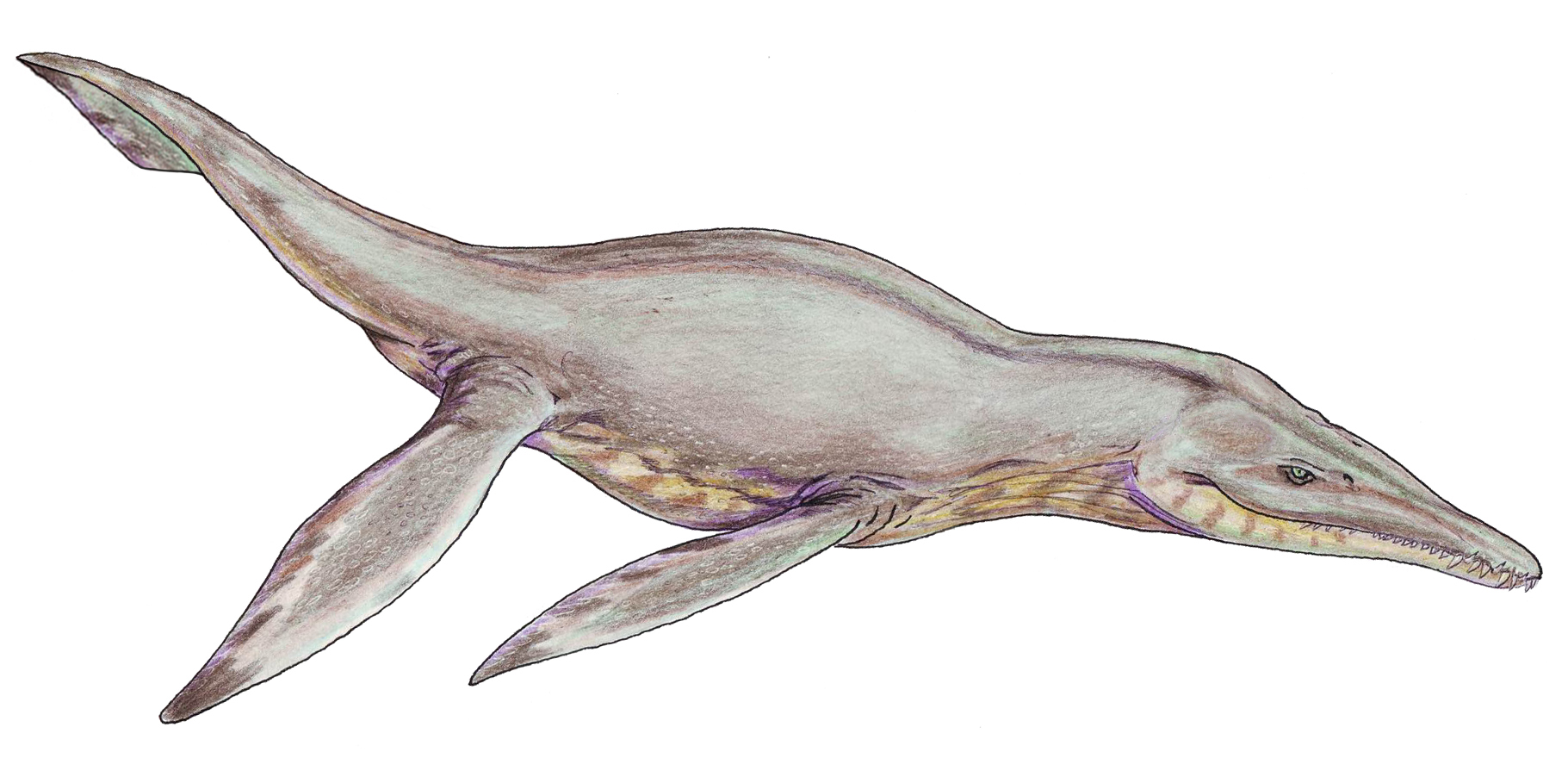
pliozaur

- Pejerus – wcześniejszy synonim leptoklida
- Pikroklid – wcześniejszy synonim murenozaura
- Piptomer
- Piratozaur
- Pistozaur
- Plesioelasmosaurus[16]
- Plesionectes[17]
- Plesiopharos[18]
- Plezjoliopleurodon – błędnie opisany plezjopleurodon
- Plezjopleurodon
- Plesiopterys[19]
- Plezjozaur
- Pliozaur
- Polikotyl
- Polyptychodon
- Prokotyl

## R
- Rhaeticosaurus
- Romaleozaur

## S
- Sachicasaurus[20]
- Scalamagnus[14]
- Seelejozaur
- Serpentisuchops[21]
- Simolestes
- Sinopliozaur
- Skanizaur
- Spitrasaurus

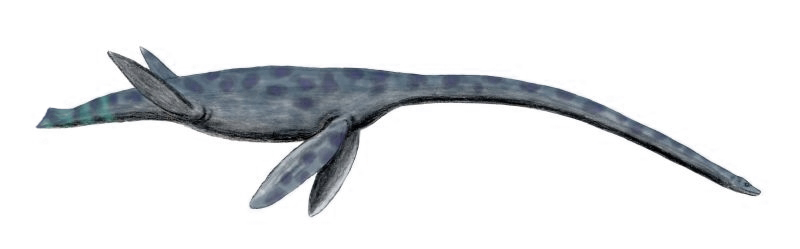
styksozaur

- Spondylozaur – wcześniejszy synonim pliozaura
- Sulkuzuch
- Stereozaur
- Stenarozaur
- Stenorhynchosaurus
- Stratesaurus
- Stretozaur – prawdopodobnie wcześniejszy synonim liopleurodon
- Strongilokrotaf – synonim pliozaura
- Styksozaur

## T
- Tafrozaur
- Tapinozaur
- Tatenektes
- Terminonatator
- Talaszjodrakon

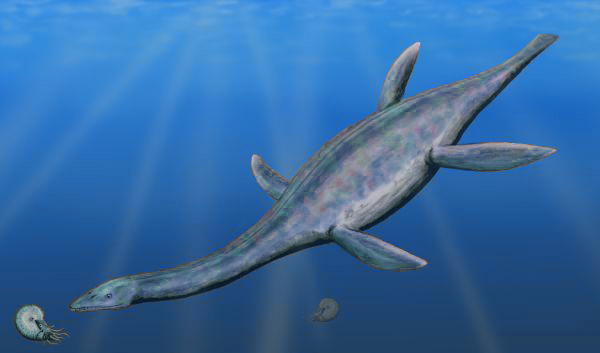
talaszjodrakon

- Talaszjozaur – wcześniejszy synonim styksozaura
- Talasomedon
- Talasonomozaur – wcześniejszy synonim styksozaura
- Taumatozaur
- Thaumatodracon
- Tililua
- Traskasaura[22]
- Trememesaklis – prawdopodobnie wcześniejszy synonim murenozaura
- Trykleidus
- Trynakromerum
- Tuarangisaurus[23]

## U
- Umoonasaurus
- Unktaheela[14]
- Uronautes

## V
- Vectocleidus
- Vegasaurus

## W
- Westphaliasaurus
- Winialezaur
- Woolungazaur
- Wunyelfia

## Z
- Zarafasaura